# Ataman А092H6

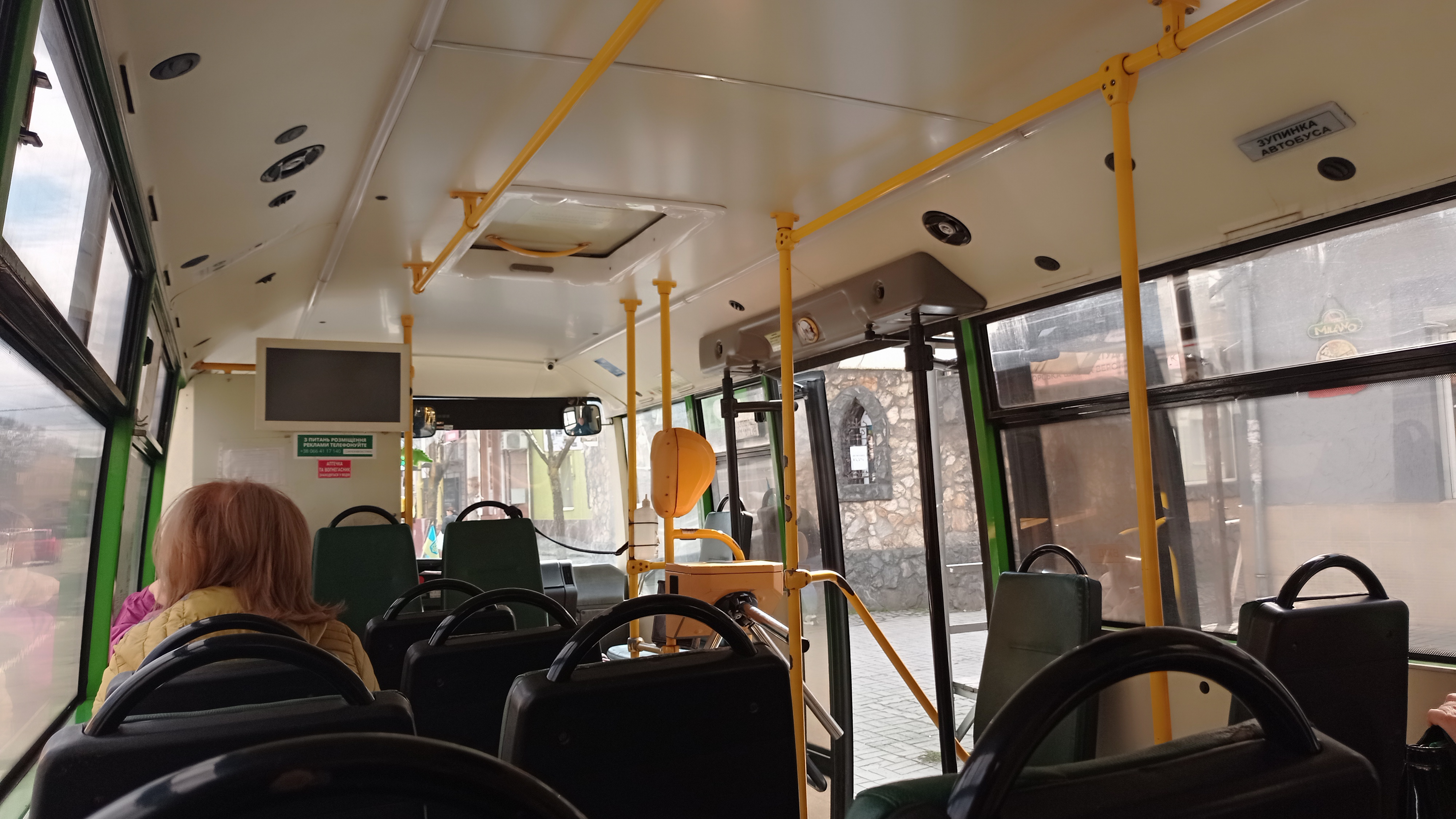
Вигляд зсередини

Ataman А092H6 — міський автобус I класу, подальший рестайлінг Ataman А092 та Ataman А093. Автобус побудований з використанням агрегатів ISUZU (Японія). Випускається на ПАТ «Черкаський автобус» з 2016 року. Всього виготовили більше 700 автобусів.

## Опис

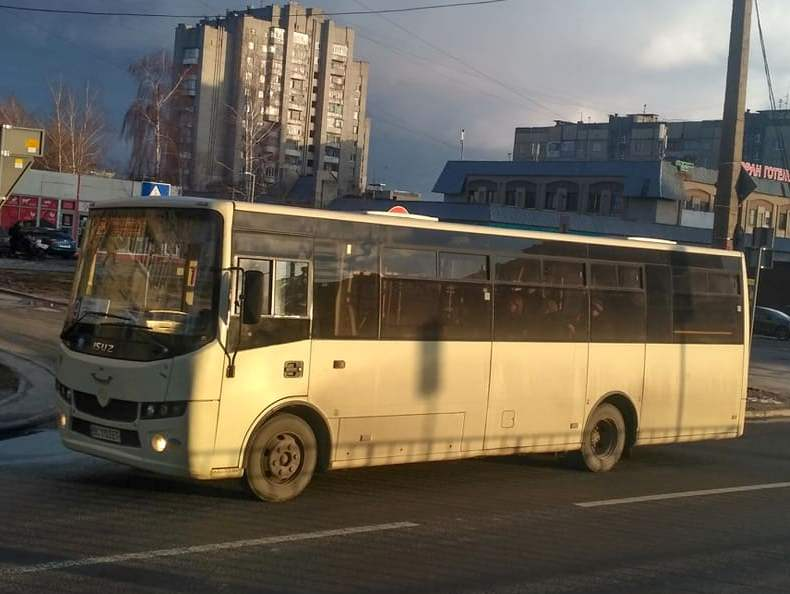
Ataman А092H6 у Львові

26 лютого 2016 року в Черкасах був представлений новий міський автобус Ataman А092Н6. Автобус отримав новий дизайн в стилістиці міжміської моделі Ataman A096. Конструктори врахували всі зауваження перевізників і проаналізували всі слабкі місця попередніх моделей. Він став першим українським автобусом малого класу, відповідним еконормам Евро 5 і правилам ЄЕК ООН № 107. Шасі зроблено з використанням деталей від вантажівки ISUZU NPR-75 — двигун (Isuzu 4HK1-E5NC), коробка (механічна 6-ступінчаста), передня балка, задній міст, рульове управління. Рама, кузов, передня і задня підвіска власної конструкції і виготовлення, всі агрегати монтуються на рамі.
Автобус тепер в обов'язковому порядку оснащений системою курсової стійкості EVSC, системою бортовий діагностики OBD, антипробуксовочною системою ASR. Штатна гальмівна система з ABS тепер оснащена більш ефективними дисковими гальмівними механізмами спереду і ззаду, крім того автобус оснастили ще й допоміжним газодинамічних гальмом на випускному тракті. Максимальна швидкість Ataman А092Н6 обмежена електронікою на максимальній позначці 90 км/год.
У вересні 2018 року ПАТ «Черкаський Автобус» виграв тендер на поставку 40 автобусів в місто Батумі (Грузія).
В рамках тендеру ПАТ «Черкаський Автобус» поставляє до Грузії автобуси Ataman A092H6, укомплектовані кондиціонером, камерою спостереження за салоном, рекламним монітором і системою сповіщення.

## Основні відмінності від Ataman А092/А093
При тій же довжині і колісній базі, автобус має дві виносні двостулкові автоматичні двері шириною по 1225 мм, з пневматичним приводом CAMOZZI лінійного типу. З метою зменшення кількості можливих вогнищ корозії, збільшена площа скління дверей. Задня частина як і на моделі Ataman А093Н4 з низьким рівнем підлоги і рівнім накопичувальним майданчиком, який додатково оснащено ще і аппарелью для інвалідних колясок. Автобус оснащений покажчиками маршруту, можливі двох типів — світлодіодні (опція) і трафарет з підсвічуванням (стандартне виконання). Світлодіодні вказівники призначені для зовнішнього застосування. Всі три покажчика програмуються і працюють як єдина система. На правому боковому склі тепер нанесені нитки електрообігріву, щоб виключити запітніння скла і погіршення видимості для водія.
Попереду рівень підлоги також знижений і в залежності від виконання, тут також може бути накопичувальний майданчик. Загальна пасажиромісткість 52 або 49 в залежності від виконання. Пасажирські сидіння виробництва ВЕЕМ (Львів) облицьовані вінілісшкірою, сидіння водія теж фірми ВЕЕМ з механізмом підресорювання. Покриття підлоги: автолін сірий або грабіол.
Для освітлення пасажирського салону застосовані світлодіоди, передні фари FARBA (Туреччина), протитуманні фари — Hella (Німеччина) з функцією денних ходових вогнів, задні ліхтарі можуть встановлюватись трьох виробників: WAS (Польща) «Автоелектроапаратура» (Україна), Hella (Німеччина).
Опалення салону п'яти комплектацій: підігрівач: Сферос-Електрон (Львів), Eberspacher (Німеччина), опалювачі: Eberspacher (Німеччина), Промтрансенерго (Суми), ЗАО «БЕЛРОБОТ» (Білорусь). Також як опцію можна встановити автономний кондиціонер салону фірми Thermo King, для водія окремий кондиціонер, тому система мікроклімату салону автобуса не буде залежати від його переваг.

## Модифікації
- Ataman А092H6 — міський автобус на 14-19 сидячих місць (всього виготовлено 547 автобусів).
- Ataman А09216 — приміський автобус на 30 сидячих місць (всього виготовлено 129 міжміських і приміських автобусів).
- Ataman А09216 — міжміський автобус на 29 сидячих місць.
- Ataman D09216 — автобуси спеціального призначення (всього виготовлено 46 автобусів).

## Технічні характеристики
| Модель                                                   | А092Н6 | А092Н6 | А092Н6 |
| Тип кузова                                               | Несівний, вагонного типу | Несівний, вагонного типу | Несівний, вагонного типу |
| Колісна формула                                          | 4х2 | 4х2 | 4х2 |
| Довжина, мм                                              | 8220 | 8220 | 8220 |
| Ширина, мм                                               | 2320 | 2320 | 2320 |
| Висота, мм                                               | 2700 | 2700 | 2700 |
| Колісна база, мм                                         | 4395±5 | 4395±5 | 4395±5 |
| Кількість місць для сидіння пасажирів                    | 19 | 19 | 19 |
| Загальна пасажиромісткість                               | 52 | 52 | 52 |
| Порожня маса, кг, не більше                              | 5240 | 5240 | 5240 |
| Повна маса, кг, не більше                                | 8780 | 8780 | 8780 |
| Двигун                                                   | ISUZU — 4HK1E4NC, екологічний рівень Євро 4 / 4HK1E5NC, екологічний рівень Євро 5                                                                | ISUZU — 4HK1E4NC, екологічний рівень Євро 4 / 4HK1E5NC, екологічний рівень Євро 5                                                                | ISUZU — 4HK1E4NC, екологічний рівень Євро 4 / 4HK1E5NC, екологічний рівень Євро 5                                                                |
| Тип                                                      | Дизель, чотиритактний, рядний, з common Rail, з турбонаддувом та проміжним охолодженням                                                          | Дизель, чотиритактний, рядний, з common Rail, з турбонаддувом та проміжним охолодженням                                                          | Дизель, чотиритактний, рядний, з common Rail, з турбонаддувом та проміжним охолодженням                                                          |
| Робочій об'єм, л                                         | 5,193 | 5,193 | 5,193 |
| Номінальна потужність, кВт (к.с.), при 2600хв-1 не менше | 114 (154) | 114 (154) | 114 (154) |
| Гальмова система                                         | Дискового типу, гідравлічна, з підсилювачем, двоконтурна з ABS категорії 1, ESP, EVSC                                                            | Дискового типу, гідравлічна, з підсилювачем, двоконтурна з ABS категорії 1, ESP, EVSC                                                            | Дискового типу, гідравлічна, з підсилювачем, двоконтурна з ABS категорії 1, ESP, EVSC                                                            |
| Стоянкова                                                | З колодковим гальмом, діючім на трансмісію. Привод механічний                                                                                    | З колодковим гальмом, діючім на трансмісію. Привод механічний                                                                                    | З колодковим гальмом, діючім на трансмісію. Привод механічний                                                                                    |
| Допоміжна                                                | Газодинамічна на випускному тракті двигуна | Газодинамічна на випускному тракті двигуна | Газодинамічна на випускному тракті двигуна |
| Запасна                                                  | Кожен з контурів робочої гальмової системи | Кожен з контурів робочої гальмової системи | Кожен з контурів робочої гальмової системи |
| Підвіска передня                                         | Залежна, ресорна з гідравлічними телескопічними амортизаторами та стабілізатором поперечній стійкості                                            | Залежна, ресорна з гідравлічними телескопічними амортизаторами та стабілізатором поперечній стійкості                                            | Залежна, ресорна з гідравлічними телескопічними амортизаторами та стабілізатором поперечній стійкості                                            |
| Підвіска задня                                           | Залежна, пневматична з гідравлічними телескопічними амортизаторами та стабілізатором поперечній стійкості                                        | Залежна, пневматична з гідравлічними телескопічними амортизаторами та стабілізатором поперечній стійкості                                        | Залежна, пневматична з гідравлічними телескопічними амортизаторами та стабілізатором поперечній стійкості                                        |
| Рульове управління                                       | Черв'ячний редуктор з гідро підсилювачем, рульва колонка регульвана по куту нахилу та по висоті.                                                 | Черв'ячний редуктор з гідро підсилювачем, рульва колонка регульвана по куту нахилу та по висоті.                                                 | Черв'ячний редуктор з гідро підсилювачем, рульва колонка регульвана по куту нахилу та по висоті.                                                 |
| Система опалення                                         | Система опалення пасажирського салону від рідинного автономного опалювача проточного типу та опалювачів радіаторного типу, встановлених в салоні | Система опалення пасажирського салону від рідинного автономного опалювача проточного типу та опалювачів радіаторного типу, встановлених в салоні | Система опалення пасажирського салону від рідинного автономного опалювача проточного типу та опалювачів радіаторного типу, встановлених в салоні |
| Система вентиляції                                       | Припливно-витяжна через люки даху і кватирки бічних вікон або через дифлектори та вентилятори кондиціонера                                       | Припливно-витяжна через люки даху і кватирки бічних вікон або через дифлектори та вентилятори кондиціонера                                       | Припливно-витяжна через люки даху і кватирки бічних вікон або через дифлектори та вентилятори кондиціонера                                       |
| Колеса/шини                                              | Сталеві, обод 6х17,5 / Шини пневматичні, безкамерні 215/75 R17,5                                                                                 | Сталеві, обод 6х17,5 / Шини пневматичні, безкамерні 215/75 R17,5                                                                                 | Сталеві, обод 6х17,5 / Шини пневматичні, безкамерні 215/75 R17,5                                                                                 |
| Електрообладнання                                        | Однопровідна система, 24V | Однопровідна система, 24V | Однопровідна система, 24V |